# مورتال کامبت ۳
مورتال کامبت ۳ (به انگلیسی: Mortal Kombat 3) یک بازی ویدئویی در سبک مبارزه‌ای و عنوان سومین قسمت از مجموعه بازی‌های مورتال کامبت است که توسط میدوی گیمز ساخته شده و در سال ۱۹۹۵ بر روی آرکید عرضه شد.
مورتال کامبت ۳ خصوصاً به حذف شخصیت‌های محبوب نسخه‌های قبلی خود شهرت داشت که برخی از آن‌ها توسط یک نسخه بروزرسانی با عنوان مورتال کامبت ۳: سرانجام به جمع دیگر شخصیت‌های بازی پیوستند. نسخه رایانه شخصی و انحصاری کنسول خانگی نیز با عنوان مورتال کامبت: تریلوژی در سال ۱۹۹۶ در دسترس قرار گرفت که شامل تمام شخصیت‌های این مجموعه و قابلیت‌های جدید دیگری بود.

## داستان بازی
شائو کان که از شکست‌های پی در پی در تورنمنت‌ها خسته شده، پس از باخت مقابل لیو کانگ در اوتورلد، نقشه‌ای ۱۰٬۰۰۰ ساله را اجرا می‌کند:  
- شانگ تسونگ و کاهنان سایه، سینل (ملکه سابق شائو کان) را در قلمرو زمین احیا می‌کنند، نه در اوتورلد.  
- با احیای سینل در زمین، شائو کان از این ترفند استفاده می‌کند تا مرز بین دو قلمرو را بشکند و زمین را به اوتورلد ضمیمه کند.  
- میلیاردها انسان روح خود را از دست می‌دهند و تنها تعداد کمی تحت حفاظت رایدن زنده می‌مانند.  
- رایدن به جنگجویان زمین هشدار می‌دهد که شائو کان باید متوقف شود، اما خودش به دلیل قوانین ابعادی نمی‌تواند مستقیماً دخالت کند.  
- در نهایت، با شکست شائو کان، تمام انسان‌های زمین به زندگی بازمی‌گردند.  
زیرداستان‌های مهم:  
۱. لیو کانگ و شورش علیه شائو کان  
- پس از پیروزی در اوتورلد، لیو کانگ هدف اصلی جوخه‌های نابودگر شائو کان قرار می‌گیرد.  
- او به همراه کونگ لائو رهبری شورش را برعهده می‌گیرد.  
- هدف پنهان او: آزادسازی ادیانا، زادگاه کیتانا.  
۲. ماجرای لین کوی و اتوماسیون نینجاها  
- لین کوی تصمیم می‌گیرد قاتلان انسانی خود را به ماشین‌های بی‌روح تبدیل کند.  
- ساب-زیرو و اسموک از این برنامه سرپیچی می‌کنند و فرار می‌کنند.  
- اسموک دستگیر شده و به همراه سایرکس و سکتور به ماشین تبدیل می‌شود.  
- این سه برای کشتن ساب-زیرو برنامه‌ریزی می‌شوند.  
- ساب-زیرو به شورش زمین می‌پیوندد.  
۳. سونیا، جکس و فرار کانو  
- جکس موقعیت سونیا و کانو را در اوتورلد پیدا می‌کند.  
- او سونیا را نجات می‌دهد، اما ناخواسته به کانو هم فرصت فرار می‌دهد.  
- کانو به نیروهای شائو کان می‌پیوندد.  
- سونیا و جکس به زمین بازمی‌گردند، اما دولت به هشدارهای آن‌ها توجهی نمی‌کند.  
- آن‌ها برای جنگ آماده می‌شوند.  
۴. اختلاف شوکان‌ها و سانتورین‌ها  
- شیوا (محافظ سینل) و موتارو (ژنرال جدید شائو کان) به هم اعتماد ندارند.  
- با ناپدید شدن کینتارو و گورو، شیوا نگران نسل خود می‌شود و نقشه‌ای برای خیانت به شائو کان می‌کشد.  
۵. کابال و انتقام از اژدهای سیاه  
- کابال که به دستگاه تنفسی وابسته است، به دنبال انتقام از اژدهای سیاه است.  
- وقتی می‌فهمد کانو زنده است، به شورش می‌پیوندد.  
۶. استرایکر: بازمانده نیویورک  
- استرایکر تنها بازمانده حمله به نیویورک است.  
- پس از دریافت پیام رایدن، به جنگجویان زمین می‌پیوندد.  
۷. نایت وولف و طلسم محافظتی  
- نایت وولف سال‌ها قبل از حمله در رؤیاهایش هشدار دیده بود، اما آن‌ها را نادیده گرفت.  
- حالا با استفاده از جادو، سرزمین اجدادی خود در آمریکای شمالی را از حمله شائو کان محافظت می‌کند.  
۸. مرگ جانی کیج  
- جانی کیج توسط جوخه‌های نابودگر شائو کان تعقیب می‌شود.  
- او ظاهراً توسط موتارو کشته می‌شود.  

## درباره بازی
مورتال کامبت ۳ یک بازی مبارزه‌ای آرکیدی است که توسط میدوی گیمز در سال ۱۹۹۵ توسعه و منتشر شد. این بازی سومین قسمت اصلی از مجموعه محبوب مورتال کامبت و دنباله‌ای بر مورتال کامبت ۲ (۱۹۹۳) محسوب می‌شود. برخلاف دو قسمت قبلی که حول محور یک تورنمنت مرگبار می‌چرخیدند، این بار داستان بازی بر تهاجم شائو کان به قلمرو زمین متمرکز است. او همسرش سینل را احیا کرده و با لشکری از جنگجویان به زمین حمله می‌کند.  
---
ویژگی‌های جدید بازی:  
۱. فینیشرهای مرگبار متنوع:  
   - معرفی Animalities (تبدیل شدن به حیوان برای کشتن حریف)  
   - Friendship (حرکات دوستانه به جای کشتن)  
   - Babality (تبدیل حریف به نوزاد!)  
۲. سیستم کامبوی جدید:  
   - برای اولین بار در سری مورتال کامبت، بازیکنان می‌توانند با ترکیب ضربات، کامبو اجرا کنند.  
۳. دکمه «دویدن» (Run):  
   - امکان حرکت سریع به سمت حریف برای حملات غافلگیرانه.  
۴. کدهای مخفی (Kombat Kodes):  
   - با وارد کردن ترکیبی از نمادها قبل از شروع بازی دو نفره، می‌توان قابلیت‌های خاصی مانند حالت خونریزی بیشتر یا دشمنان نامرئی را فعال کرد.  

## انتقادات و تغییرات بحث‌برانگیز
- حذف شخصیت‌های محبوب مانند اسکورپیون (نماد اصلی سری)، کیتانا، جید و باراکا.  
- برخی بازیکنان از گرافیک تیره‌تر و حذف محیط‌های پویا (مانند جنگل در MK2) انتقاد کردند.  
- به دلیل اعتراضات، میدوی دو نسخه آپدیت شده منتشر کرد:  
  - اولتیمیت مورتال کامبت ۳ (۱۹۹۵) — بازگشت اسکورپیون و اضافه شدن شخصیت‌های جدید.  
  - مورتال کامبت تریلوژی (۱۹۹۶) — ترکیبی از تمام شخصیت‌های سه بازی اول.  

## نتیجه‌گیری
با وجود برخی کاستی‌ها، مورتال کامبت ۳ یک موفقیت تجاری بزرگ بود و با معرفی مکانیک‌های جدید، مسیر را برای آینده این فرنچایز هموار کرد. این بازی ثابت کرد که مورتال کامبت فقط به خون و خشونت متکی نیست، بلکه با نوآوری‌های گیم‌پلی می‌تواند طرفدارانش را شگفت‌زده کند.  